# Herzo Base
Die Herzo Base (gelegentlich auch Herzo-Base, früher Herbers-Acker) ist ein Gemeindeteil der Stadt Herzogenaurach im Landkreis Erlangen-Höchstadt (Mittelfranken, Bayern).

## Geographie
Das 114 Hektar große ehemalige Kasernengelände, das seit der amerikanischen Besatzung in den Nachkriegsjahren Herzo Base genannt wird, liegt etwa zwei Kilometer nordöstlich des Kernortes von Herzogenaurach. Unmittelbar nördlich des Gemeindeteiles fließt der Bimbach, der dort 19 fischwirtschaftlich genutzte Weiher speist. Im benachbarten Haundorf fließt ihm von Nordwesten der Bimbachgraben zu. Die Siedlung der Herzo Base liegt in der Gemarkung Niederndorf, das restliche Gelände auch in den Gemarkungen Herzogenaurach und Haundorf.
Durch ihre leicht exponierte Lage auf einer markanten Anhöhe oberhalb des Kernortes Herzogenaurach, die das Tal des Bimbaches von dem der Mittleren Aurach trennt, ist die Herzo Base der weithin sichtbare, prägende Anblick der östlichen Ortszufahrten. Mehrere südliche Aussichtspunkte ermöglichen einen Blick auf Herzogenaurach und die gesamte Region.

## Geschichte
Das Gelände war bis in die 1930er Jahre ausschließlich landwirtschaftlich genutzt und umfasste mehrere Fluren, darunter den Herbertsacker oder Herbers-Acker, den Wolfsleiten-Acker und den Floch-Acker. Auch damalige Wege von Herzogenaurach nach Haundorf und Steudach lagen auf dem heutigen Gebiet der Herzo Base.
Im Herbst 1934 wurde in der nördlichen Hälfte der heutigen Herzo Base und unter einem zivilen Deckmantel der Bau der zum Fliegerhorst Herzogenaurach gehörige Kaserne der deutschen Luftwaffe begonnen. Die Tarnung fiel bereits im Februar 1935, als der Reichsminister für Luftfahrt offiziell die Existenz der rund 800 Kampfflugzeuge umfassenden Luftwaffe bekannt gab. Es entstanden bis 1935 unter anderem ein Kasino, hölzerne Unterkunftsgebäude, Flugzeughallen und eine Flugzeugwerft mit einer Lehrwerkstatt. Im November 1935 bezog die erste Garnison mit 350 Soldaten den neuen Fliegerhorst. In einer zweiten Ausbauphase entstanden später massivere zweistöckige Unterkunftsgebäude und andere Einrichtungen. Durch die, nur aus der Luft sichtbare, markante Anordnung der Gebäude zueinander, wurden die Kaserne auch Kammgebäude genannt. Im Zweiten Weltkrieg blieben die Einrichtungen nahezu vollständig erhalten. Die alliierten Streitkräfte verzichteten auf eine gezielte Bombardierung des Fliegerhorsts, auch eine angeordnete Sprengung des Geländes beim Abzug der deutschen Truppen 1945 wurde nicht durchgeführt. Am 16. April 1945 übernahmen Amerikanische Einheiten die Kaserne und den Fliegerhorst.
Ab 1946 wurde der Fliegerhorst zur wichtigsten Funk- und Abhörstation der amerikanischen Landstreitkräfte in Europa ausgebaut. Erste Neubauten entstanden ab 1949, Mitte der 1950er Jahre wurde das Militärgelände auf eine Gesamtfläche von 120 Hektar vergrößert. Im Zuge des Kalten Krieges wurden die elektronischen Aufklärungseinheiten nach Augsburg verlegt und durch Artillerieverbände mit schweren Waffensystemen ersetzt. Das Ende der Militärstation wurde durch den Zusammenbruch der Sowjetunion und den Fall der Berliner Mauer eingeläutet. Ab dem November 1989 begannen die Amerikaner mit einer Reduzierung ihrer europäischen Truppen, die US-Garnison Herzo Base wurde bis April 1992 geräumt. Von der Nachkriegszeit bis zum Ende des Kalten Krieges hatte sich der Name Herzo Base im gesamten Großraum eingebürgert.
Nach dem Abzug wurde das Gelände an die Bundesrepublik Deutschland zurückgegeben und in den Folgejahren zu einem Wohngebiet, einem Gewerbestandort  und der World of Sports mit der Zentrale von Adidas umgewidmet. Das Gewerbegebiet befindet sich im Osten des Geländes, das Adidas-Gebiet auf einer Fläche von 40 Hektar im Norden. Im Südwesten ist das Wohngebiet entstanden. Die Einzel-, Reihen- und Mehrfamilienhäuser auf einer Fläche von 30 Hektar sind in drei Bauabschnitte aufgeteilt, die sich optisch unterscheiden. Außerhalb des Stadtgebiets bildet der Gemeindeteil nach Niederndorf mit über zweitausend Einwohnern den zweitgrößten Ortsteil Herzogenaurachs.

## Religion
Die römisch-katholischen Einwohner der Herzo Base sind in die Pfarrei St. Magdalena in Herzogenaurach gepfarrt, die evangelischen Einwohner in die Evangelische Stadtkirche Herzogenaurach.

## Verkehr
Nördlich und westlich verläuft die Kreisstraße ERH 3 und östlich die ERH 25. Südlich verläuft die Ortsumgehung von Herzogenaurach (Hans-Ort-Ring). Etwa 1,5 km im Osten führt die A 3 vorbei (Anschlussstelle 82 Erlangen-Herzogenaurach). Der ÖPNV erschließt die Herzo Base mit verschiedenen Buslinien.
Der Flugplatz Herzogenaurach (Verkehrslandeplatz, ICAO-Code EDQH) befindet sich 2 km westlich. Die geplante Stadtumlandbahn Erlangen Nürnberg soll ebenfalls die Herzo Base mit einer Haltestelle anbinden.

## Wirtschaft
Der Hauptsitz des Sportartikelherstellers Adidas liegt auf der Herzo Base, ebenso weitere Unternehmensgebäude und der Home Ground – hier bereitete sich die deutsche Fußballnationalmannschaft der Männer auf die Fußball-Europameisterschaften 2021 und 2024 sowie auf die Endrunde der Nations League 2024/25 vor. Auch die Fußballnationalmannschaft der Frauen trainierte mehrfach dort. Mehrere Fabrikverkäufe liegen auf dem Gebiet, ein Erweiterungsbau des Puma-Sitzes grenzt südlich an die Herzo Base.
Auf der Herzo Base befinden sich zwei Hotels, der Bau eines Supermarktes wurde 2025 angekündigt.